# ギランイヌビワ

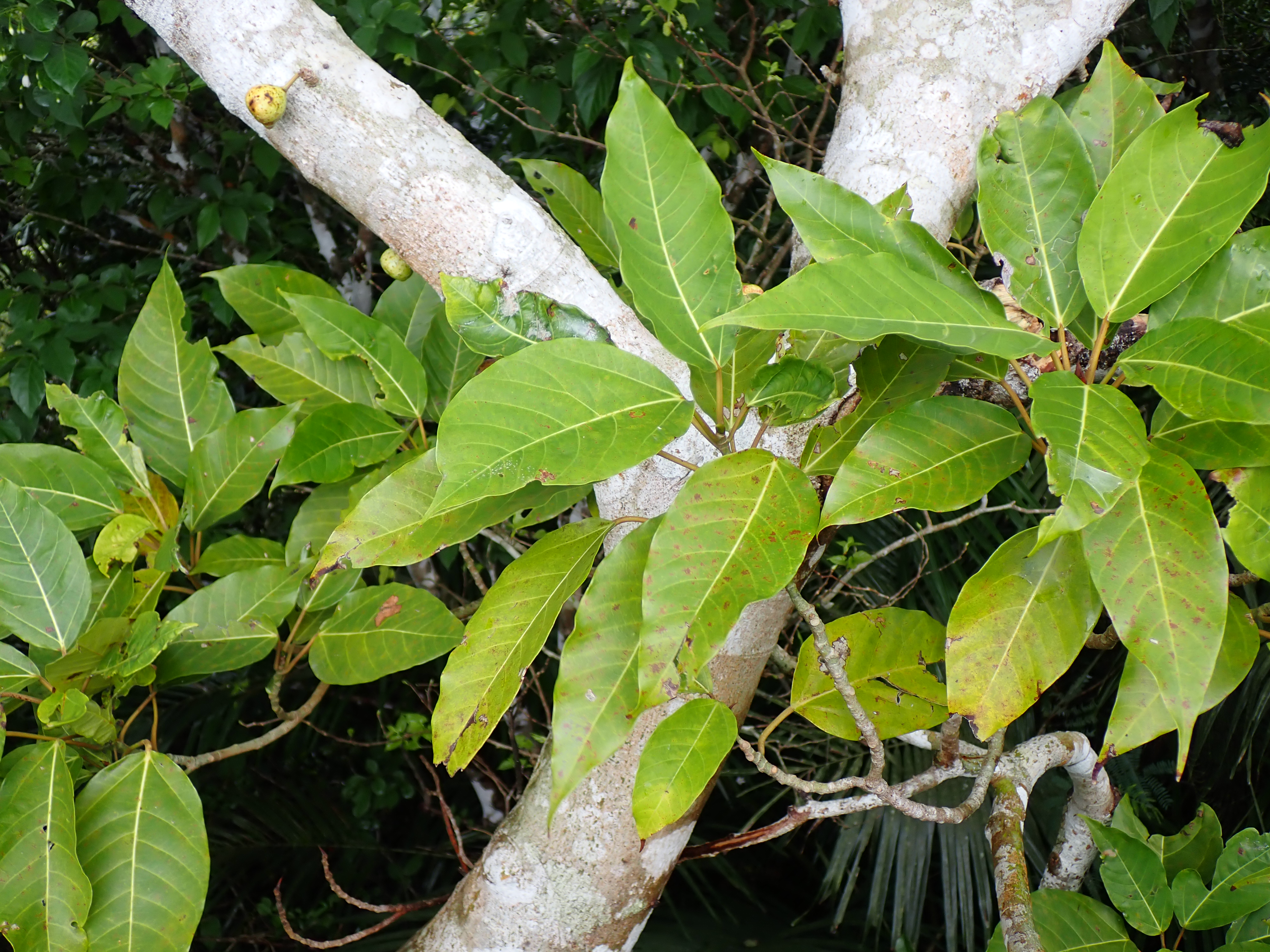
基部1対の葉脈は3行脈状（2025年2月 沖縄県石垣市 バンナ公園）

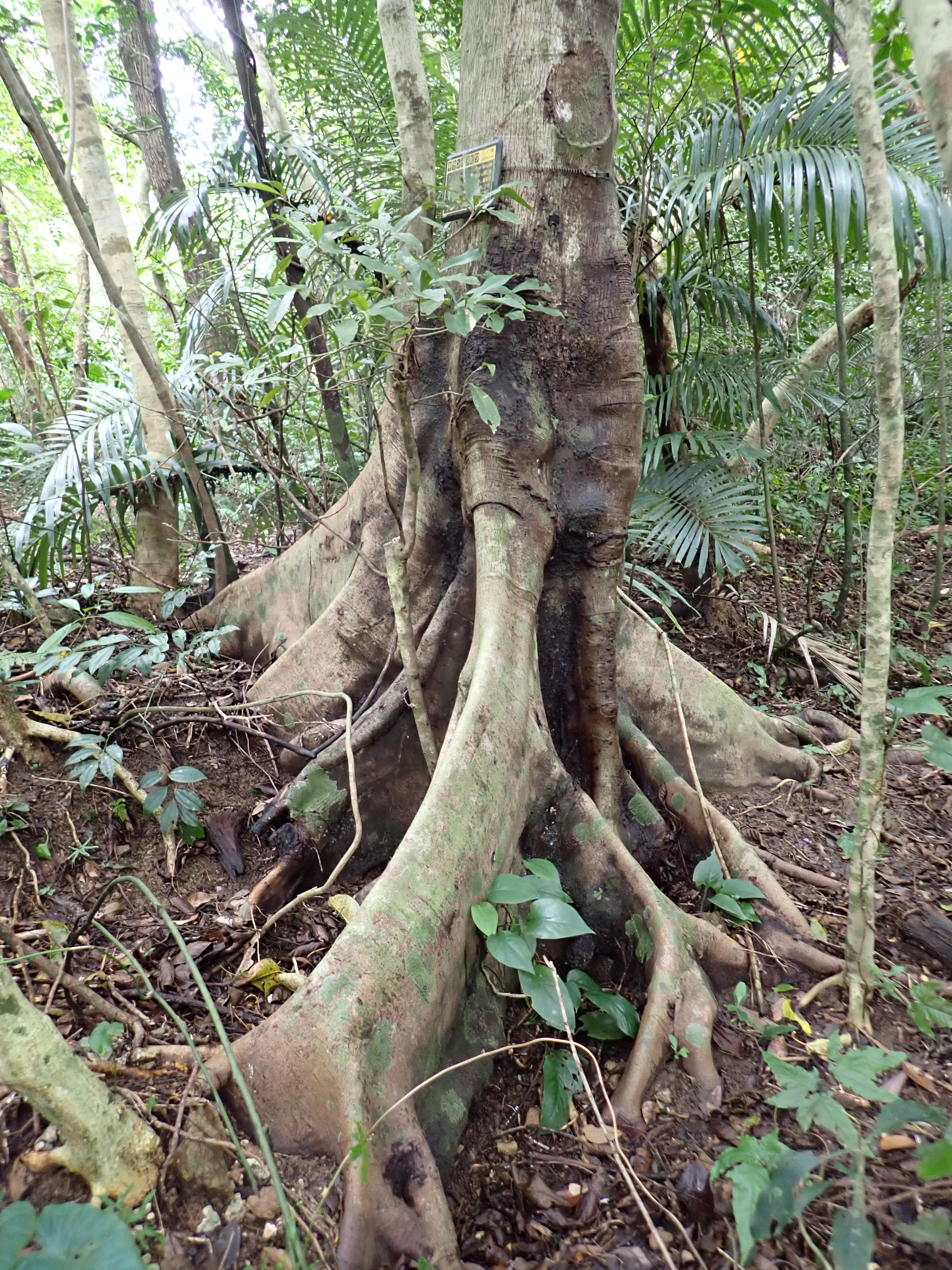
発達した板根（2025年2月 沖縄県石垣市 バンナ公園）

ギランイヌビワ（宜蘭犬枇杷、学名：Ficus variegata）はクワ科イチジク属の常緑高木。別名コニシイヌビワ。

## 特徴
高さ8–20 m。雌雄異株。時に大木になり、板根がよく発達する。樹皮は灰白色。葉は長さ10–25cm、卵形、側脈は4–8対で、基部から出る1対が3行脈状になる。葉縁は通常は全縁だが、若い木では粗い鋸歯が出ることもある。アカメイヌビワに似るが、本種は葉柄がより長く、葉の最大幅が基部寄りにある点で判別可能。果嚢は幹や枝の突起から数個ずつ出て、幹の根元から上部までびっしりと付くことがあり、ひときわ目を引く。実は径2–4 cmほどの偏球形、緑～紅色でほぼ通年みられる。

## 分布と生育環境
沖縄県先島諸島の宮古島、石垣島、小浜島、西表島、与那国島に分布。海外では台湾、中国南部、東南アジア、インド、オーストラリアに分布。河川に近い林内などに生育する。

## 利用
板材や飼料の用途がある。果実はヤエヤマオオコウモリ（クビワオオコウモリの亜種）の好物として知られる。